# Oskar Back

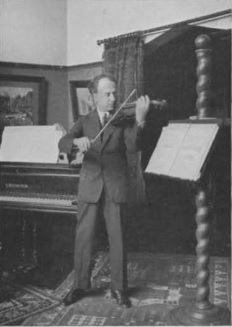
Oskar Back (1938 oder früher)

Oskar Back (* 9. Juni 1879 in Wien; † 3. Januar 1963 in Anderlecht) war ein niederländischer Violinist und Violinpädagoge ungarischer Familienherkunft.

## Leben
Oskar Back wurde am 9. Juni 1879 als Sohn ungarischer Eltern in Wien geboren. Als Junge erhielt er Geigenunterricht von seinem Vater, der selbst ein professioneller Violinist war. Oskar Back wurde dann Schüler der Konservatorien in Wien (Jakob Grün) und Brüssel (Eugène Ysaÿe, César Thomson). Er wirkte neben seinen solistischen Tätigkeiten von 1900 bis 1918 als Violinprofessor am Conservatoire von Brüssel. Nach dem Ersten Weltkrieg siedelte er in die Niederlande über, da er als ehemaliger Staatsbürger der österreichisch-ungarischen Doppelmonarchie im belgischen Alltagsleben zunehmend Probleme bekam. Er lehrte von 1920 bis zu seinem Tode 1963 als Professor am Muzieklyceum in Amsterdam und am Konservatorium von Rotterdam bis 1957. Ein großer Teil des niederländischen Violinistennachwuchses dieser Zeit ging aus Backs Schule hervor. Unter seinen Schülern waren die Violinisten Herman Krebbers, Alma Moodie, Theo Olof, Emmy Verhey und Davina van Wely. 1935 wurde Oskar Back niederländischer Staatsbürger.